# 오타니 고즈이

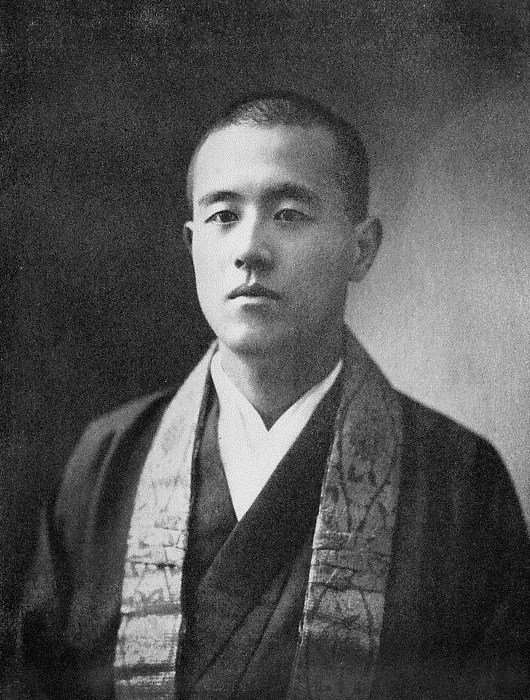
오타니 고즈이

오타니 고즈이(일본어: 大谷光瑞, 1876년 12월 27일 ~ 1948년 10월 5일)는 일본의 종교가이다. 1903년에 아버지의 뒤를 이어 정토진종 니시혼간지(浄土真宗 西本願寺)의 22대 세습법주가 되었다. 작위는 백작이었으며 법명(法名)은 교뇨(일본어: 鏡如)이다.
영국 런던에서 유학하였고, 일본 니시혼간지의 주지승이자 학승(學僧)이었다.

## 오타니 탐험대
27세가 되던 나이에 중앙아시아 1차 탐험(1902년 ~ 1904년)을 시작으로 1914년까지 총 3차례 원정을 하였다.
둔황(敦煌)과 쿠차 등지에서 예술품들을 구입하거나 수집하여 소장하고 있었는데, 니시혼간지(西本願寺)의 파산으로 그 일부를 당시 일본의 재벌인 구하라에게 팔아넘겼다. 이후에 1916년 구하라의 향우(鄕友)인 데라우치가 총독으로 있던 조선총독부박물관에 기증되었다. 이 물품들은 해방 후 대한민국 국고에 귀속되어, 현재는 국립중앙박물관에서 관리하고 있다.
오타니 탐험대의 전체 소장품은 무려 5,000점이나 되었는데, 그 중 상당수는 일본에, 나머지는 대한민국 국립중앙박물관과  중국 뤼순 박물관에 분산되어 소장 중이다.
승려였던 오타니는 《왕오천축국전》을 저술한 혜초가 당나라 승려가 아니라 신라의 학승임을 주장했으며, 오늘날 정설로 받아들여진다.

## 같이 보기
- 둔황
- 막고굴
- 왕오천축국전
- 오렐 스타인
- 그레이트 게임
- 비단길
- 동양학

| 전임 오타니 고손 | 제2대 오타니 백작가(정토진종 혼간지 파) 당주 1903년 ~ 1914년 | 후임 오타니 고쇼 |